# ラキ (歌手)
ラキ（1999年2月25日 - ）は、韓国の歌手、俳優である。6人組男性アイドルグループ・ASTROの元メンバー。本名、パク・ミニョク（朝: 박민혁; 中: 朴敏赫; 英: Park Min-hyuk）。大韓民国慶尚南道晋州市出身。身長177cm。血液型はO型。WONIJIN所属。弟はHAWWのジョングン。

## 来歴

### デビュー前
1999年2月25日、大韓民国慶尚南道晋州市に生まれる。4歳からダンスを習い始め、アクロバット、バレエ、韓国舞踊、ヒップホップ、ロック、タップダンスなどを学んでいた。後にミュージカル『ビリー・エリオット』のオーディションに参加しビリー役として最終候補まで進んだが、歌手として活動するため辞退した。2011年には、コリア・ゴット・ タレントに出演した。2012年12月16日、所属事務所であるFantagioが展開する新人開発プロジェクト「Fantagio iTeen」の研修生として入所し、グループ名が決定されるまでは「i-Teen Boys」という仮称で活動していた。2015年8月にグループ名とメンバーが発表され、同月にウェブドラマ『ASTROのTO BE CONTINUED』に出演した。2021年11月には、ウェブドラマ『FIND ME IF YOU CAN』に出演した。そして、同年12月、ウェブドラマ『青春香伝』に出演した。

### ASTROとして
2016年2月23日、6人組男性アイドルグループASTROとしてデビューした。ラキは、一部を除き、ほぼ全てのASTROの楽曲のラップメイキングを担当している。
2018年12月22日 - 23日に韓国ソウル特別市KBSアリーナで開催された「The 2nd ASTROAD to Seoul [STAR LIGHT]」で初のソロ曲「良い一日を」を披露し、2019年6月にリリースされた同コンサートDVDに収録された。2019年11月20日にリリースされたグループ6枚目のミニアルバム『BLUE FLAME』には、自作曲である「When The Wind Blows」が収録された。また、同グループのメンバーであるジンジンと共に全曲のラップメイキングを担当した。2020年2月23日にリリースされたスペシャルシングル「ONE&ONLY」や同年6月28日にリリースされたデジタルシングル「No, I Don't…」では、作詞・作曲に参加した。9月29日、Webミュージックドラマ『トッコ・ビンはアップデート中』のOST「Shiny Blue」で初のソロOSTを発表した。2023年2月28日ASTROを脱退した。

### ソロ活動
2016年8月、Mnet『HIT THE STAGE』に出演した。「ユニフォーム」をテーマにダンス対決が繰り広げられ、ラキは映画『マスク』に登場するスタンリー・ザ・マスクに仮装し、当時17歳と歴代最年少出演者として舞台に上がり、ダンスや演技の才能に注目を集めた。2018年10月2日より、1theK『Dance War』に"PURPLE23"として出場した。出場者全員の顔がマスクで隠されており、知名度や人気は関係なく、実力のみで評価される当番組で、専門家の絶賛を受け、準優勝を獲得した。2020年、Sofu TVの韓流番組『Idol Goes To Work』の単独MCを務めた。番組は、「ASTROの活動中に、ラキが見せてくれた愛情のこもった親切な姿が、明るく活気のある番組の性格とよく合うと思い、MCをお願いした」と、抜擢の理由を明らかにしている。

### 脱退後
2023年10月26日、Onefinedayエンターテイメントによると、ラキは今年8月にOnefinedayエンターテイメントを設立し、会社の代表取締役兼ソロアーティストとして活動を続けると報道された。
社名の「Onefineday」には、「ある日の素敵な日」という意味で、全てがある素敵な日になることを願うという意味が込められている。

## 作品

### ソロ曲
- 良い一日を（2018年） - 「The 2nd ASTROAD to Seoul [STAR LIGHT]」に収録[12][13]
- S#1.（2022年）-「3rd Album [Drive to the Starry Road]」に収録。

### コラボレーション
- 星（STAR）（2018年12月13日、Interpark INT） - 同事務所所属グループHello Venus、Weki Mekiとの合同スペシャルアルバム『FM201.8-12Hz All I Want』に収録。Chawooと共に楽曲に参加している[25][26]

### OST
- Shiny Blue（2020年9月） - Webミュージックドラマ『トッコ・ビンはアップデート中』OSTに収録[18]

### 作詞・作曲
| 楽曲                                   | 担当           | 発売日         | 収録アルバム                       |
| -------------------------------------- | -------------- | -------------- | ---------------------------------- |
| かくれんぼ（Hide & Seek）              | 共同作詞       | 2016年2月23日  | 1st ミニアルバム『Spring Up』      |
| 初恋（Innocent Love）                  | 共同作詞       | 2016年2月23日  | 1st ミニアルバム『Spring Up』      |
| モーニングコール（Morning call）       | 共同作詞       | 2016年2月23日  | 1st ミニアルバム『Spring Up』      |
| 長靴をはいた猫（Cat's Eye）            | 共同作詞       | 2016年2月23日  | 1st ミニアルバム『Spring Up』      |
| 花火（Fireworks）                      | 共同作詞       | 2016年7月1日   | 2nd ミニアルバム『Summer Vibes』   |
| 息が切れる（Breathless）               | 共同作詞       | 2016年7月1日   | 2nd ミニアルバム『Summer Vibes』   |
| 成長痛（Growing Pains）                | 共同作詞       | 2016年7月1日   | 2nd ミニアルバム『Summer Vibes』   |
| 北極星（Polaris）                      | 共同作詞       | 2016年7月1日   | 2nd ミニアルバム『Summer Vibes』   |
| 私の勝手（My Style）                   | 共同作詞       | 2016年7月1日   | 2nd ミニアルバム『Summer Vibes』   |
| Lonely                                 | 共同作詞       | 2016年11月10日 | 3rd ミニアルバム『Autumn story』   |
| 告白（Confession）                     | 共同作詞       | 2016年11月10日 | 3rd ミニアルバム『Autumn story』   |
| 愛が（Your Love…）                     | 共同作詞       | 2016年11月10日 | 3rd ミニアルバム『Autumn story』   |
| 染まる（Colored）                      | 共同作詞       | 2016年11月10日 | 3rd ミニアルバム『Autumn story』   |
| 星（Star）                             | 共同作詞       | 2016年11月10日 | 3rd ミニアルバム『Autumn story』   |
| 引き留めておくべきだった               | 共同作詞       | 2017年2月22日  | スペシャルアルバム『Winter dream』 |
| Cotton Candy                           | 共同作詞       | 2017年2月22日  | スペシャルアルバム『Winter dream』 |
| You ＆ Me（Thanks AROHA）              | 共同作詞       | 2017年2月22日  | スペシャルアルバム『Winter dream』 |
| Dreams Come True                       | 共同作詞       | 2017年5月29日  | 4th ミニアルバム『Dream Part.01』  |
| Baby                                   | 共同作詞       | 2017年5月29日  | 4th ミニアルバム『Dream Part.01』  |
| あなたが笑っているから                 | 共同作詞       | 2017年5月29日  | 4th ミニアルバム『Dream Part.01』  |
| あなただから                           | 共同作詞       | 2017年5月29日  | 4th ミニアルバム『Dream Part.01』  |
| Dream Night                            | 共同作詞       | 2017年5月29日  | 4th ミニアルバム『Dream Part.01』  |
| I'll Be There                          | 共同作詞       | 2017年5月29日  | 4th ミニアルバム『Dream Part.01』  |
| 全部ウソ                               | 共同作詞       | 2017年5月29日  | 4th ミニアルバム『Dream Part.01』  |
| Every Minute                           | 共同作詞       | 2017年5月29日  | 4th ミニアルバム『Dream Part.01』  |
| With You                               | 共同作詞       | 2017年11月1日  | 5th ミニアルバム『Dream Part.02』  |
| あなたが吹いてくる （Crazy Sexy Cool） | 共同作詞       | 2017年11月1日  | 5th ミニアルバム『Dream Part.02』  |
| Butterfly                              | 共同作詞       | 2017年11月1日  | 5th ミニアルバム『Dream Part.02』  |
| いつの間にか僕たちは                   | 共同作詞       | 2017年11月1日  | 5th ミニアルバム『Dream Part.02』  |
| 叫ぶ（Call Out）                       | 共同作詞       | 2018年7月27日  | スペシャルミニアルバム『Rise Up』  |
| Real Love                              | 共同作詞       | 2018年7月27日  | スペシャルミニアルバム『Rise Up』  |
| Starry Sky                             | 共同作詞       | 2019年1月16日  | 1st フルアルバム『All Light』      |
| All Night（電話して）                  | 共同作詞       | 2019年1月16日  | 1st フルアルバム『All Light』      |
| Moonwalk                               | 共同作詞       | 2019年1月16日  | 1st フルアルバム『All Light』      |
| Treasure                               | 共同作詞       | 2019年1月16日  | 1st フルアルバム『All Light』      |
| 1 In A Million                         | 共同作詞       | 2019年1月16日  | 1st フルアルバム『All Light』      |
| Love Wheel                             | 共同作詞       | 2019年1月16日  | 1st フルアルバム『All Light』      |
| Heart Brew Love                        | 共同作詞       | 2019年1月16日  | 1st フルアルバム『All Light』      |
| Merry-Go-Round                         | 共同作詞       | 2019年1月16日  | 1st フルアルバム『All Light』      |
| 咲く（Bloom）                          | 共同作詞       | 2019年1月16日  | 1st フルアルバム『All Light』      |
| Blue Flame                             | 共同作詞       | 2019年11月20日 | 6th ミニアルバム『BLUE FLAME』     |
| All About You                          | 共同作詞       | 2019年11月20日 | 6th ミニアルバム『BLUE FLAME』     |
| You’re my world                        | 共同作詞       | 2019年11月20日 | 6th ミニアルバム『BLUE FLAME』     |
| When The Wind Blows                    | 共同作詞・作曲 | 2019年11月20日 | 6th ミニアルバム『BLUE FLAME』     |
| One & Only                             | 共同作詞・作曲 | 2020年2月23日  | スペシャルシングル『ONE&ONLY』     |
| Knock                                  | 共同作詞       | 2020年5月4日   | 7th ミニアルバム『GATEWAY』        |
| When You Call My Name                  | 共同作詞       | 2020年5月4日   | 7th ミニアルバム『GATEWAY』        |
| We Still                               | 共同作詞       | 2020年5月4日   | 7th ミニアルバム『GATEWAY』        |
| 12 Hours                               | 共同作詞       | 2020年5月4日   | 7th ミニアルバム『GATEWAY』        |
| Lights On                              | 共同作詞       | 2020年5月4日   | 7th ミニアルバム『GATEWAY』        |
| No, I Don't…                           | 共同作詞・作曲 | 2020年6月28日  | デジタルシングル「No, I Don't…」   |
| Dear my universe                       |                | 2021年4月5日   | 2nd フルアルバム『All Yours 』     |
| Butterfly Effect                       |                | 2021年4月5日   | 2nd フルアルバム『All Yours 』     |
| ONE                                    |                | 2021年4月5日   | 2nd フルアルバム『All Yours 』     |
| Someone Else                           |                | 2021年4月5日   | 2nd フルアルバム『All Yours 』     |
| SNS                                    | 共同作詞・作曲 | 2021年4月5日   | 2nd フルアルバム『All Yours 』     |
| All Good                               |                | 2021年4月5日   | 2nd フルアルバム『All Yours 』     |
| All Stars                              |                | 2021年4月5日   | 2nd フルアルバム『All Yours 』     |
| 우리의 계절 (Our spring )              |                | 2021年4月5日   | 2nd フルアルバム『All Yours 』     |
| Stardust                               |                | 2021年4月5日   | 2nd フルアルバム『All Yours 』     |
| 별비(Gemini)                           |                | 2021年4月5日   | 2nd フルアルバム『All Yours 』     |
| After Midnight                         |                | 2021年8月2日   | 8th ミニアルバム『SWITCH ON 』     |
| Footprint(발자국)                      |                | 2021年8月2日   | 8th ミニアルバム『SWITCH ON 』     |
| Waterfall                              |                | 2021年8月2日   | 8th ミニアルバム『SWITCH ON 』     |
| Sunset Sky(노을 그림)                  |                | 2021年8月2日   | 8th ミニアルバム『SWITCH ON 』     |
| MY ZONE                                |                | 2021年8月2日   | 8th ミニアルバム『SWITCH ON 』     |
| Don’t worry                            | 共同作詞・作曲 | 2021年8月2日   | 8th ミニアルバム『SWITCH ON 』     |

## 出演

### インターネットテレビ

#### ドラマ
- ASTROのTO BE CONTINUED（2015年8月20日 - 9月3日、MBC Every1）ラキ（本人） 役[27]
- 感性食堂～SOUL PLATE～（2019年10月25日 - 不明、Naver tvcast）ルミエル 役[28][29]

### ラジオ
- 山の星が輝く夜に（2019年9月12日 - 13日、MBC標準FM）DJ

### バラエティ
- コリア・ゴット・ タレント（英語版）（2011年、tvN）[5]
- Astro OK！Ready（2016年）[30]
- HIT THE STAGE（英語版）（2016年、Mnet）[19]
- 週刊K-POPアイドル（英語版）（2017年）
- Dance War（2018年10月、1theK）"PURPLE23"として[20]
- 週刊K-POPアイドル（2019年）
- Idol Goes To Work（2020年、Sofu TV）MC[22][23]
- 覆面歌王(2021年)

### ミュージカル
- 三銃士（2022年9月16日 - 11月6日）ダルタニャン役